# Scenes of Clerical Life
Scenes of Clerical Life (em português: Cenas da vida clerical) é o título do primeiro trabalho de ficção de George Eliot, uma coleção de três contos reunidos num livro, primeira obra publicada sob o famoso pseudônimo. As histórias foram publicadas pela primeira vez na Blackwood's Magazine ao longo de 1857, primeiro anonimamente, antes de serem publicadas em dois volumes pela Blackwood and Sons em janeiro de 1858. As três histórias se passam durante os últimos dez anos do século XVIII e primeira metade do século XIX por um período de cinqüenta anos. Sua localização gira em torno da cidade fictícia de Milby, nas Midlands inglesas. Cada uma das "cenas" trata de um clérigo anglicano, mas não se centra exclusivamente nele. Eliot examina, entre outras coisas, os efeitos da reforma religiosa e a tensão entre o estabelecimento e as igrejas dissidentes e suas congregações, e chama atenção para vários problemas sociais, como a pobreza, o alcoolismo e a violência doméstica.